# Dieter Klaua
Dieter Klaua (* 22. Juli 1930 in Chemnitz; † 14. April 2014 in Karlsruhe) war ein deutscher Mathematiker, der vor allem durch seine Beiträge zur axiomatischen Mengenlehre als Grundlage der Mathematik bekannt wurde.

## Leben und Wirken
Dieter Klaua studierte von 1949 bis 1954 Mathematik an der Universität Leipzig und wurde 1958 an der Humboldt-Universität zu Berlin bei Karl Schröter mit der Arbeit Berechenbare Analysis zum Dr. phil. promoviert. Ab 1959 war er Wissenschaftlicher Mitarbeiter an der Deutschen Akademie der Wissenschaften zu Berlin. 1959 habilitierte er sich mit der 1961 publizierten Arbeit Konstruktion ganzer, rationaler und reeller Ordinalzahlen und die diskontinuierliche Struktur der transfiniten reellen Zahlenräume. 1962 wurde er Dozent an der Humboldt-Universität zu Berlin und 1965 als Professor an die Karl-Marx-Universität Leipzig berufen. Dort begann er mit seinen Schülern, zu denen Siegfried Gottwald gehörte, eine mehrwertige Mengenlehre als Fundament für einen nichtklassischen Aufbau der Mathematik zu begründen.
Klaua beendete 1972 seine Lehrtätigkeit aus gesundheitlichen Gründen, er war jedoch weiterhin in der mathematischen Grundlagenforschung tätig. Von 1973 bis 1975 arbeitete er am Mathematischen Institut der Medizinischen Akademie Berlin-Lichtenberg, 1976 ging er in den Ruhestand, 1977 verließ er die DDR und ging nach Karlsruhe.

## Leistungen
In seiner Habilitationsschrift konstruierte Dieter Klaua in uniformer Weise geordnete Körper, die den Körper der reellen Zahlen erweitern und deswegen sowohl infinitesimale Elemente als auch unendlich große Zahlen enthalten müssen (verallgemeinerte transfinite Zahlenräume). 1965 entwarf er – parallel zu und unabhängig von Lotfi Zadeh – einen verallgemeinerten Mengenbegriff mit einer abgestuften Zugehörigkeitsbeziehung, die mehrwertigen Mengen, wobei er die mehrwertigen Logiken nach Jan Łukasiewicz als Rahmensysteme wählte. Ab etwa 1968 konzentrierte sich Dieter Klaua überwiegend auf den dreiwertigen Fall seiner mehrwertigen Mengen, die er partielle Mengen nannte. Damit entwickelte er eine mengentheoretische Grundlegung für die Intervallarithmetik.

## Schriften
- Berechenbare Analysis. Dissertation. Humboldt-Universität Berlin. In: Zeitschrift für mathematische Logik und Grundlagen der Mathematik. Band 2, 1956, ISSN 0044-3050, S. 265–303.
- Konstruktive Analysis. Deutscher Verlag der Wissenschaften, Berlin 1961.
- Konstruktion ganzer, rationaler und reeller Ordinalzahlen und die diskontinuierliche Struktur der transfiniten reellen Zahlenräume. Habilitationsschrift. Humboldt-Universität Berlin. Akademie-Verlag, Berlin 1961.
- Allgemeine Mengenlehre. Akademie-Verlag, Berlin 1964.
- Elementare Axiome der Mengenlehre. Akademie-Verlag, Berlin 1971, ISBN 3-528-06081-6.
- Grundbegriffe der axiomatischen Mengenlehre. 2 Teile. Akademie-Verlag, Berlin und Vieweg, Braunschweig 1973.
- Kardinal- und Ordinalzahlen. 2 Teile. Akademie-Verlag, Berlin und Vieweg, Braunschweig 1974, ISBN 3-528-06125-1 und ISBN 3-528-06141-3.
- Mengen-Intervalle. Institut für Angewandte Mathematik, Freiburg i. Br. 1978.
- Mengenlehre. de Gruyter, Berlin, New York 1979, ISBN 3-11-007726-4.
- Exakte Grundlegung der Mathematik. 3 Teile. Widmann, Karlsruhe 1987, 1988, ISBN 3-923314-04-3, ISBN 3-923314-05-1 und ISBN 3-923314-06-X. Neuauflagen 1996.
- Transfinite Zahlensysteme auf der Grundlage der Cantorschen Ordinalzahlen. 2 Teile. Widmann, Karlsruhe 1989, ISBN 3-923314-07-8 und ISBN 3-923314-08-6. Neuauflagen 1996.
- On a definition of surreal numbers by the rank relation. Widmann, Karlsruhe 1998, ISBN 3-923314-15-9.